# Станянци (Шуменская область)
Станянци (болг. Станянци) — село в Болгарии. Находится в Шуменской области, входит в общину Вырбица. Население составляет 580 человек.

## Политическая ситуация
В местном кметстве Станянци, в состав которого входит Станянци, должность кмета (старосты) исполняет Халим Мехмед Хасан (Земледельческий народный союз (ЗНС)) по результатам выборов правления кметства.
Кмет (мэр) общины Вырбица — Исмаил Мехмед Мехмед Движение за права и свободы (ДПС)) по результатам выборов в правление общины.